# Матвеенко, Антон Евгеньевич
Анто́н Евге́ньевич Матвее́нко (бел. Антон Яўгенавіч Матвеенка; род. 3 сентября 1986, Могилёв) — белорусский футболист, выступавший на позиции полузащитника.

## Карьера
Воспитанник футбольной школы СДЮШОР-7 (Могилёв). Первый тренер — В. Д. Валитьков.
В Высшей лиге Белоруссии дебютировал в 2003 году в составе местного «Днепра». В 2010 году перешёл в минское «Динамо», но игроком основы не стал и в середине сезона вернулся в Могилёв сначала на правах аренды, а в начале 2011 года подписал полноценный контракт с клубом.
В январе 2013 года перешёл в футбольный клуб «Гомель», подписав однолетний контракт. Несмотря на то, что в предыдущих клубах Антон играл исключительно полузащитника, Алексей Меркулов в межсезонье наигрывал игрока на позиции нападающего. Дебютировал за «Гомель» 17 января 2013 года в матче 1/4 финала Кубка Белоруссии против «Минска», забив 2 мяча. В чемпионате Белоруссии первый гол за «Гомель» забил 5 мая 2013 года «Славии» в рамках 7-го тура первенства, отличившись с пенальти. После этого мяча неизменно забивал в следующих 4 встречах клуба — против «Белшины», «Немана», БАТЭ и «Минска». 7 июня 2013 года продлил контракт с «Гомелем» до конца 2014 года.
В 2013 году Матвеенко отыграл без замен все 30 матчей чемпионата и стал лучшим бомбардиром «Гомеля», забив 10 мячей и отдав 4 голевые передачи. Однако в ходе подготовки к сезону-2014 Антон получил травму, из-за которой впервые в сезоне появился на поле лишь 26 мая в матче 9-го тура против «Шахтёра». В этой игре, выйдя на замену на 69-й минуте, он уже через 10 минут забил мяч, ставший победным (1:0). Однако до конца сезона Матвеенко отличился ещё лишь раз, установив окончательный счёт в матче 13-го тура против брестского «Динамо» (6:3); также в сезоне-2014 на его счету 4 голевые передачи. В связи с финансовыми проблемами клуба и решением руководства о сокращении расходов и омоложении состава Антону не был предложен новый контракт, и по окончании сезона он покинул «Гомель».
В январе 2015 года стал игроком жодинского «Торпедо-БелАЗ». В июле расторг контракт по соглашению сторон и вскоре подписал соглашение до конца сезона с казахстанским «Кайсаром». В ноябре покинул клуб.
В январе 2016 года перешёл в бобруйскую «Белшину», однако уже летом перешёл в «Минск», где закрепился в качестве правого полузащитника. По окончании сезона покинул команду.
В январе 2017 года некоторое время тренировался с могилёвским «Днепром», позднее стал игроком «Витебска». В сезоне 2017 играл на позиции левого полузащитника. В сезоне 2018 с 12 голами стал лучшим бомбардиром команды. В 2019—2021 годах оставался игроком основы витеблян. В январе 2022 года продлил контракт с «Витебском». В марте 2024 года футболист объявил, что завершил профессиональную карьеру игрока.

## Достижения
«Днепр» (Могилёв)
- Бронзовый призёр чемпионата Белоруссии: 2009

Витебск
- Финалист Кубка Белоруссии: 2019